# Visakhapatnam (Distrikt)
Visakhapatnam, auch Visakha Zilla (Telugu: విశాఖపట్నం జిల్లా) ist ein Verwaltungsdistrikt des indischen Bundesstaats Andhra Pradesh. Der Verwaltungssitz ist die Stadt Visakhapatnam.

## Geographie und Klima

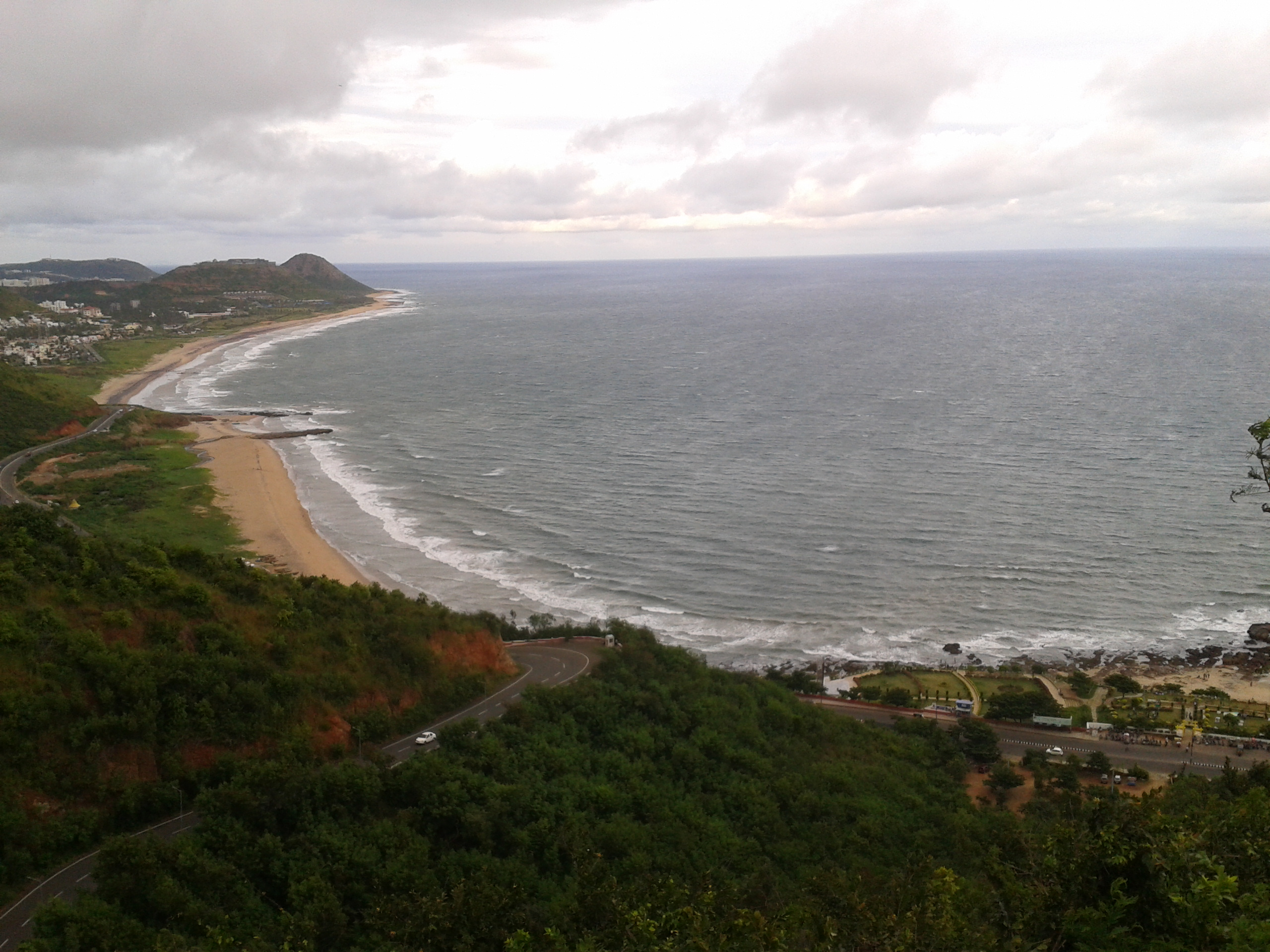
Küstenabschnitt bei Kilasagiri

Der Distrikt liegt im Nordosten von Andhra Pradesh an der Küste des Golfs von Bengalen. Im Nordosten, Norden und Nordwesten grenzt er an den Distrikt Vizianagaram und im Westen an den Distrikt Anakapalli. Mit 1048,62 km² ist Visakhapatnam der flächenmäßig kleinste Distrikt von Andhra Pradesh. Physiogeographisch besteht der Distrikt aus zwei Anteilen, einer flachen Küstenebene und dem hügeligen bis bergigen Binnenland, das zu den Ausläufern der Ostghats gehört. Entlang der Küste gibt es eine Reihe von Salzwiesen und sandigen Marschen. Die Küstenlinie wird von einer Reihe kahler Landzungen unterbrochen, darunter die Dolphin‘s Nose, die die Einrichtung eines Naturhafens in Visakhapatnam ermöglichte, Rushikonda und der große Narasimha-Hügel in Bheemunipatnam. Nach offiziellen Angaben waren 2019–20 126,75 km² Distriktfläche (12,1 %) von Wald bedeckt.
Der Distrikt weist in seinen verschiedenen Anteilen unterschiedliche klimatische Bedingungen auf. In Küstennähe und in den höheren Lagen sind die Temperaturen im Allgemeinen kühler. April bis Juni sind die wärmsten Monate mit einem mittleren Maximum von etwa 36,0 °C (Messwerte am Flughafen Visakhapatnam). Die Temperaturen sinken mit dem Einsetzen des Südwestmonsuns und fallen bis Januar auf ein mittleres Minimum von 16,8 °C, um dann wieder zu steigen. Der durchschnittliche Jahresniederschlag beträgt etwa 1118 mm, wovon der Südwestmonsun den größten Beitrag liefert.

## Geschichte

Distrikt Visakhapatnam 2022, vor der Neugliederung

Im Distrikt Visakhapatnam befinden sich mehrere buddhistische Stätten aus der Zeit vom 2. Jahrhundert v. Chr. bis zum 2. Jahrhundert n. Chr. (z. B. Thotlakonda oder Bavikonda). Bedeutende Hindutempel gibt es dagegen nicht.
Der Distrikt entstand zur Zeit Britisch-Indiens. Im Zuge der Neubildung der Provinz Orissa (1936) wurde der Distrikt Ganjam geteilt und der bei der Provinz Madras verbliebene Anteil dem Distrikt Visakhapatnam angegliedert; dadurch wurde Visakhapatnam für einige Zeit zum flächenmäßig größten Distrikt Indiens. Nach der Unabhängigkeit Indiens 1947 wurde am 15. August 1950 der nördliche Teil als neuer Distrikt Vizianagaram abgetrennt. In den Jahren 1953 bis 1956 gehörte Visakhapatnam zum Bundesstaat Andhra und seit dem States Reorganisation Act (1956) zu Andhra Pradesh. Die Distriktfläche wurde bei der Volkszählung 1961 mit 5179,0 Quadratmeilen (13.413,5 km²), bei der darauffolgenden Volkszählung dann mit 13.739 km² angegeben. Im Jahr 1979 wurden 552 Dörfer an den neu gebildeten Distrikt Srikakulam abgegeben, wodurch sich die Distriktfläche auf 11.161 km² verringerte. Die Distriktgrenzen blieben danach bis zum Jahr 2022 unverändert. Im Jahr 1985 wurden die bisherigen 14 Taluks zu 43 Mandals reorganisiert.
Zum 4. April 2022 wurde eine umfassende Distrikt-Reorganisation in ganz Andhra Pradesh umgesetzt, wodurch sich die Zahl der Distrikte von 13 auf 26 verdoppelte. Der Distrikt Visakhapatnam verkleinerte sich dadurch drastisch auf 11 Mandals. Die Distriktfläche reduzierte sich von 11.161 km² auf 1048 km² und die Einwohnerzahl von 4.290.589 auf 1.959.544 (Volkszählung 2011).

## Bevölkerung
Bei der Volkszählung hatte der Distrikt in seinen Grenzen ab 2022 1.959.544 Einwohner (988.393 männlich, 971.151 weiblich). Der Urbanisierungsgrad war vergleichsweise hoch. 1.757.542 Einwohner (89,69 %) lebten in städtischen und 202.002 (10,31 %) in ländlichen Siedlungen. 1.390.232 Personen konnten lesen und schreiben (750.464 männlich, 639.768 weiblich), was Alphabetisierungsraten (> 6 Jahre) von 78,57 % bzw. 84,24 % und 72,81 % entsprach. 167.272 Einwohner (8,54 %) gehörten zu registrierten unterprivilegierten Kasten (scheduled castes) und 22.574 (1,15 %) zur registrierten indigenen Bevölkerung (scheduled tribes). Die religiöse Zugehörigkeit war die folgende: 1.822.952 Hindus, 67.917 Muslime, 55.164 Christen, 1840 Sikhs, 596 Buddhisten, 1991 Jainas, 202 andere Religionen und 8882 ohne Angabe.

## Verwaltung

### Mandals
Administrativ war der Distrikt 2022 in zwei Divisionen und 11 Mandals eingeteilt.
- Division Bheemunipatnam mit den fünf Mandals Anandapuram, Bheemunipatnam, Visakhapatnam (rural), Seethammadhara, Padmanabham,
- Division Visakhapatnam mit den sechs Mandals Mulagada, Maharanipeta, Gopalpatnam, Gajuwaka, Pedagantyada, Pendurthi.

### Städtische Siedlungen
Mit Abstand größte Stadt ist Visakhapatnam. Die Stadt ist schon seit 1858 eine Municipality, seit 1979 eine Municipial Corporation und wurde am 21. November 2005 zur Greater Visakhapatnam Municipal Corporation (GVMC) reorganisiert. Das Gebiet der GVMC erstreckt sich über die Distrikte Visakhapatnam und Anakapalli.

## Wirtschaft
Der Distrikt ist vergleichsweise stark industrialisiert. Bei der Volkszählung 2011 waren 597.573 Einwohner als Vollzeitbeschäftigte registriert (30,5 % der Bevölkerung), davon 20.718 (1,0 %) als landbesitzende Bauern. 49.931 (2,55 %) arbeiteten als Landarbeiter. 114.363 Personen (5,84 %) waren geringfügig arbeitend. Im Zeitraum 2019–20 waren im Distrikt 1132 Gewerbebetriebe mit ungefähr 133.625 Beschäftigten offiziell registriert. Es finden sich industrielle Großbetriebe, wie Hindustan Shipyard, Hindustan Petroleum Corporation, Coromandal Fertilizers, Bharat Heavy Plates and Vessels, Hindustan Zinc Plant  und das große Stahlwerk Visakhapatnam Steel Plant. In letzterem sind mehrere 10.000 Arbeitnehmer beschäftigt. Außerdem gibt es Betriebe, die landwirtschaftliche Produkte verarbeiten (Jute, Reis), sowie Betriebe des Baugewerbes.